# Vochysia cassiquiarensis
Vochysia cassiquiarensis är en tvåhjärtbladig växtart som beskrevs av Stafleu. Vochysia cassiquiarensis ingår i släktet Vochysia och familjen Vochysiaceae. Inga underarter finns listade i Catalogue of Life.